# World3-model

Grenzen aan de groei: een mogelijk scenario.

Het World3-model is een systeemdynamisch model voor computersimulatie van interacties tussen bevolking, industriële groei, voedselproductie en limieten in de ecosystemen van de aarde. Het werd oorspronkelijk geproduceerd en gebruikt door de Club van Rome in hun onderzoek naar de grenzen aan de groei (1972). De makers van het model waren Dennis Meadows, projectmanager, en een team van 16 onderzoekers.
Het model, dat werd uiteengezet in het boek Dynamics of Growth in a Finite World, voegde nieuwe functies toe aan het World2-model van Jay Forrester. Het oorspronkelijke World3-model werd in 1992 bijgewerkt in het World3/91-model dat in het boek Beyond the Limits wordt gebruikt, in 2000 verbeterd in het World3/2000-model en ten slotte het World3/2004-model dat werd gebruikt in het boek Limits to Growth: The 30 year update.
World3 is verwant met een aantal andere modellen zoals het Mesarovic/Pestel-model, het Bariloche-model, het MOIRA-model, het SARU-model en het FUGI-model.